# Amt Nuthe-Urstromtal
Das Amt Nuthe-Urstromtal war ein 1992 gebildetes Amt in Brandenburg, in dem sich 20 Gemeinden des damaligen Landkreises Luckenwalde (heute Landkreis Teltow-Fläming) zu einer Verwaltungsgemeinschaft zusammengeschlossen hatten. Amtssitz war die Stadt Luckenwalde, die jedoch nicht zum Amt gehörte. 1993 wurde das Amt aufgelöst.

## Lage
Das Amt liegt östlich der Zauche, südlich des Teltow und nördlich des Fläming im Baruther Urstromtal, nach dem das Amt benannt ist. Es grenzte im Norden an die Stadt Trebbin, im Osten an die Ämter Am Mellensee und Baruth/Mark, im Süden an die Ämter Niederer Fläming und Jüterbog sowie an die Stadt Luckenwalde und im Westen an die Ämter Treuenbrietzen und Beelitz (beide Landkreis Potsdam-Mittelmark).
Durch das Amtsgebiet verliefen die Bundesstraßen 101 und 115 sowie die Landesstraßen 70, 73, 80, 715, 801 und 812. Zudem floss die Namensgebende Nuthe durch das Amt. Außerdem führt die Bahnstrecke Berlin–Halle durch das Amt. Im Nordosten des ehemaligen Amtes befindet sich ein Teil des Flugplatzes Sperenberg.

## Geschichte
Am 20. Mai 1992 erteilte der Minister des Innern seine Zustimmung zur Bildung eines Amtes Nuthe-Urstromtal mit Sitz in der amtsfreien Stadt Luckenwalde. Die Bildung des Amtes erfolgte mit der Veröffentlichung der Bekanntmachung am 15. Juni 1992. Das Amt bestand aus 20 Gemeinden:
1. Berkenbrück
2. Dobbrikow
3. Dümde
4. Felgentreu
5. Frankenförde mit dem Ortsteil Gottsdorf
6. Gottow
7. Hennickendorf
8. Holbeck
9. Jänickendorf
10. Kemnitz
11. Lynow
12. Märtensmühle mit den Ortsteilen Ahrensdorf und Liebätz
13. Nettgendorf
14. Ruhlsdorf
15. Scharfenbrück
16. Schönefeld
17. Schöneweide
18. Stülpe
19. Woltersdorf
20. Zülichendorf

Zeitgleich mit der Kreisreform in Brandenburg am 6. Dezember 1993 schlossen sich alle Gemeinden des Amtes zu der neuen Großgemeinde Nuthe-Urstromtal zusammen und das Amt wurde aufgelöst. Es hatte zuletzt 7005 Einwohner.